# Det är min musik
Det är min musik är en svensk dramafilm från 1942, regisserad av Börje Larsson.

## Handling
Inga och hennes far, instrumentmakaren Lars, är mycket förtjusta i musik. Lars son Macce går in för swingen. De träffar på violinisten Jan-Erik som har problem med ekonomin.

## Om filmen
Filmen spelades in på Filmstaden i Råsunda och i Stockholm. Den hade premiär den 14 september 1942 på biograf Röda Kvarn i Stockholm. Börje Larsson hade skrivit manus till filmen efter en idé av Jules Sylvain. 

## Rollista i urval
- Nils Kihlberg – Jan-Erik
- Eva Henning – Inga Bergius
- Sigurd Wallén – Lasse Bergius, instrumentmakare
- Irma Christenson – Maud Welander
- Ernst Eklund – direktör Georg Welander
- Lasse Dahlquist – Macce
- Eric Abrahamsson – Wirén, pianostämmaren
- Carl Ström – professor Qvist
- Anders Frithiof – professor Hammarberg
- Jullan Kindahl – hyresvärdinnan
- Einar Axelsson – Ragnar
- Olav Riégo – Welanders privatsekreterare
- Ragnar Widestedt – tjänsteman på Konserthuset
- Rune Halvarsson – Sture Gylling, trumslagare i Macces orkester
- Ingemar Holde – Jocke, trumpetare i Macces orkester
- Gunnar Ekwall – Pråmen, basist i Macces orkester